# Tjenemit
Tjenemit (auch Tenemit) gehörte zu den altägyptischen Schöpfungsgöttern. Sie trug unter anderem die Titel „Die das Leben im ganzen Land schafft“, „Die Herrin der Bas von Heliopolis“, „Die mit erhabenen Sitz auf der Flammeninsel“, „Die die Herrin von Dendera nach Belieben ihres Herzens trunken macht“, „Die Mächtige“, „Die Dienerin“, „Die das Bier braut“ und „Die das Bier herbeibringt“. Die Göttin stand zudem mit Hesat in Verbindung: „Das Bier empfangen aus den Händen der Tenemit“.